# Ангофф, Чарльз
Чарльз Ангофф (англ. Charles Angoff; 22 апреля 1902, Мозырь — 1979, Нью-Йорк) — американский писатель и редактор.

## Биография
В 1909 г. вместе с семьёй эмигрировал из Российской империи в США. Окончил Гарвардский университет (1922). В 1925—1934 гг. сотрудник, в 1934—1935 гг. издатель журнала «The American Mercury». С сентября 1935 г. по август 1936 г. издатель «American Spectacor».
Опубликовал более 20 книг прозы, поэзии и публицистики. С 1969 г. президент Союза американских поэтов.
Брат - американский парапсихолог Аллан Ангофф (1910-1998).